# Ormelune
Ormelune lub Mont de l'Ormelune czasem też Archèboc – szczyt w Alpach Graickich, części Alp Zachodnich. Leży na granicy między Włochami (region Dolina Aosty) a Francją (region Owernia-Rodan-Alpy). Należy do Grupy Grande Sassière i Rutor. Szczyt można zdobyć ze schroniska Rifugio Mario Bezzi (2284 m) od strony włoskiej. Szczyt przykrywa lodowiec Ormelune.